# اللغة اللادينية
اللغة اللادينية هي لغة ريتو-رومانسية مستخدمة في جبال الدولوميت في شمال إيطاليا في المناطق الحدودية لأقاليم ترينتينو ألتو أديجي وفينيتو. ترتبط ارتباطاً وثيقاً بالفريولية والسورسلفية والرومانش السويسرية.